# 22-es busz (Dunaújváros)
A dunaújvárosi 22-es jelzésű autóbusz a Temető - Vasmű út - Autóbusz-állomás - Szórád Márton út - Temető útvonalon közlekedik körjáratként. A járatot a Volánbusz üzemelteti.

## Közlekedése
Csak munkanapokon, csúcsidőben közlekedik, 30 percenként. A járatok július 1-től augusztus 31-ig nem közlekednek.

## Útvonala
| Temető → Vasmű út → Autóbusz-állomás → Szórád Márton út → Temető |
| --- |
| Temető – Temető utca – Magyar út – Aranyvölgyi út – Apáczai Csere János út – Vasmű út – Építők útja – Szórád Márton út – Aranyvölgyi út – Magyar út – Temető utca – Temető |

## Megállóhelyei
| 0  | Temető                         |                                                                 | Köztemető |
| 1  | Vadvirág utca                  | 29                                                              | |
| 3  | Szórád Márton Általános Iskola | 24, 25, 28, 29                                                  | Szentháromság templom, Görögkatolikus Kápolna, Református templom, Szórád Márton Általános Iskola                                                                                           |
| 4  | Magyar utca                    | 20, 23, 24, 25, 28, 29, 35                                      | Mondbach-kúria és gőzmalom, Katica Óvoda |
| 6  | Baracsi út                     | 11, 20, 23, 24, 25, 27, 29, 32, 33, 35                          | Móra Ferenc Általános Iskola és Egységes Gyógypedgógiai Módszertani Intézmény, Rendőrkapitányság, Park Center                                                                               |
| 9  | Liszt Ferenc kert              | 2, 3, 8, 11, 18, 20, 23, 24, 25, 29, 32, 33, 35, 40, 45         | József Attila Könyvtár, Munkásművelődési Központ, Dunaferr Szakközép- és Szakiskola Villamos Tagiskola, Petőfi Sándor Általános Iskola                                                      |
| 12 | Dózsa Mozi                     | 2, 3, 8, 11, 18, 20, 23, 24, 25, 29, 32, 33, 35, 40, 45         | Városháza, Kormányablak, Szent Pantaleon Kórház, Rendelőintézet, Intercisa Múzeum, Dózsa Mozicentrum, Móricz Zsigmond Általános Iskola, Nemzeti Adó- és Vámhivatal                          |
| 13 | Ady Endre utca                 | 2, 3, 8, 11, 18, 20, 23, 24, 25, 29, 32, 33, 35, 40, 45         | Dunaújvárosi Víz-, Csatorna- Hőszolgáltató Kft., Stadion |
| 15 | Autóbusz-állomás               | 2, 4, 8, 11, 18, 20, 23, 24, 25, 27, 29, 32, 33, 35, 40, 44, 45 | Helyközi autóbusz-állomás, Fabó Éva Sportuszoda, Aquantis Wellness- és Gyógyászati Központ, Vásárcsarnok, Dunaújvárosi Egyetem, Vasvári Pál Általános Iskola                                |
| 17 | Szórád Márton út 26.           | 2, 4, 8, 11, 18, 20, 23, 24, 25, 27, 29, 32, 33, 35, 40, 44, 45 | Dunaújváros Áruház, Dunaújvárosi Egyetem, Széchenyi István Gimnázium és Kollégium, Dunaújvárosi SZC Kereskedelmi és Vendéglátóipari Szakgimnáziuma és Szakközépiskolája, Csillagvirág Óvoda |
| 18 | Szórád Márton út 44.           | 2, 4, 8, 11, 20, 23, 24, 25, 27, 29, 33, 35, 44                 | Dózsa György Általános Iskola, Margaréta Tagóvoda, Krisztus Király templom, Bánki Donát Gimnázium és Szakközépiskola                                                                        |
| 20 | Baracsi út                     | 11, 20, 23, 24, 25, 27, 29, 32, 33, 35                          | Móra Ferenc Általános Iskola és Egységes Gyógypedgógiai Módszertani Intézmény, Rendőrkapitányság, Park Center                                                                               |
| 22 | Magyar utca                    | 20, 23, 24, 25, 28, 29, 35                                      | Mondbach-kúria és gőzmalom, Katica Óvoda |
| 24 | Szórád Márton Általános Iskola | 24, 25, 28, 29                                                  | Szentháromság templom, Görögkatolikus Kápolna, Református templom, Szórád Márton Általános Iskola                                                                                           |
| 26 | Vadvirág utca                  | 29                                                              | |
| 27 | Temető                         | 29                                                              | Köztemető |